# Siamo tutte uguali
Siamo tutte uguali è un singolo della cantante italiana Bianca  Atzei in collaborazione con Cristiano Malgioglio, pubblicato il 13 maggio 2022 come quinto estratto dall'album Veronica.

## Video musicale
Nello stesso giorno è stato pubblicato il video musicale sul canale ufficiale di Apollo Records. Il video consiste in un motion graphics.